# Vrijdag de 14e
Vrijdag de 14e is een Nederlandse serie televisiefilms van de VARA uit 2003.
De serie bevat vijf titels:
- Hoogmoed van Ruud Schuurman
- Erekwestie van Theo van Gogh
- Wake-up call van Mark de Cloe
- Van huis uit van Marc Nelissen
- Perspectiefcorrectie van Pascale Simons

Iedere film vertelt een afzonderlijk verhaal, maar de vijf verhalen hebben met elkaar gemeen dat ze gaan over mensen die niet bij de pakken neerzitten, maar strijden tegen hun (nood)lot.
De serie is herhaald in de zomer van 2008.